# Claude-Thomas Dupuy
Claude-Thomas Dupuy (le 10 décembre 1678, Paris, France - 15 septembre 1738, château de Carcé, Bruz, France) est un magistrat et administrateur français. 

## Biographie
Il suit l'ascension familiale en se préparant pour une carrière en droit. Il est reçu avocat du roi au Châtelet en 1700, passe avocat général au Grand Conseil en 1707, puis maître des requêtes ordinaire de l'hôtel en 1720,
Ses bonnes fortunes concernant sa carrière ont été clairement identifiées dans sa nomination comme Intendant de la Nouvelle-France de 1726 à 1728. Il succède ainsi à Michel Bégon de la Picardière à cette position.
Dupuy prend possession de son poste en septembre 1726, mais reste seulement deux ans au Canada. Il semble avoir été compétent et clairvoyant mais n'était pas d'accord avec le gouverneur, Beauharnois, sur la plupart des questions. Un désaccord continu entre les deux cause, en grande partie, le rappel de Dupuy. Son inflexibilité et inadaptabilité l'ont peu à peu disqualifié pour la position. Il revient en France et commence une nouvelle carrière dans le monde scientifique où il est bien considéré et où il a bien réussi.
Des fouilles menées dans les vestiges du palais de l'intendant à Québec pendant le dernier quart du XXe siècle ont étonnamment mis au jour quatre figurines égyptiennes dont on attribue la propriété à Dupuy, en raison de la grande curiosité intellectuelle de celui-ci, dont la bibliothèque en Nouvelle-France comptait plus de 1 100 volumes apportés de France.
Il épouse Marie Anne Madeleine Lefouin, fille du magistrat François Lefouin.